# 179411 Draganroša
179411 Draganroša è un asteroide della fascia principale. Scoperto nel 2001, presenta un'orbita caratterizzata da un semiasse maggiore pari a 3,1264647 au e da un'eccentricità di 0,0934400, inclinata di 4,91507° rispetto all'eclittica.